# Келбович, Томаш
То́маш Келбо́вич (пол. Tomasz Kiełbowicz; 21 февраля 1976, Грубешов, Польша) — польский футболист, защитник. Выступал за сборную Польши.

## Клубная карьера
В 2001 году Томаш подписал контракт с «Легией», где играет и по сей день. Перешёл он туда из варшавской «Полонии».

## В сборной
За сборную в 2000—2007 годах Томаш сыграл 9 матчей, не забив ни одного мяча.

## Достижения
- Чемпион Польши: 2012/2013
- Обладатель Кубка Польши: 2013